# N-Octylbicycloheptendicarboximid
N-Octylbicycloheptendicarboximid oder MGK 264 ist eine chemische Verbindung, die zur Gruppe der Dicarboximide zählt und sowohl als Repellent als auch als Synergist gegen Insekten wirkt. MGK-264 wurde von McLaughlin Gormley King als günstige Alternative zu Piperonylbutoxid entwickelt und Ende der 1940er Jahre erstmals in den USA zugelassen.

## Gewinnung und Darstellung
Die Verbindung ist aus 2-Ethylhexylamin und 5-Norbornen-2,3-dicarbonsäureanhydrid zugänglich.

## Zulassung
N-Octylbicycloheptendicarboximid gilt nicht als Pflanzenschutzmittel im Sinne der Richtlinie 91/414/EWG oder der Verordnung (EG) Nr. 1107/2009 (Pflanzenschutzmittelverordnung). In Deutschland, Österreich und der Schweiz sind keine Pflanzenschutzmittel mit diesem Wirkstoff zugelassen.